# Synagoga chasydów z Aleksandrowa w Łodzi

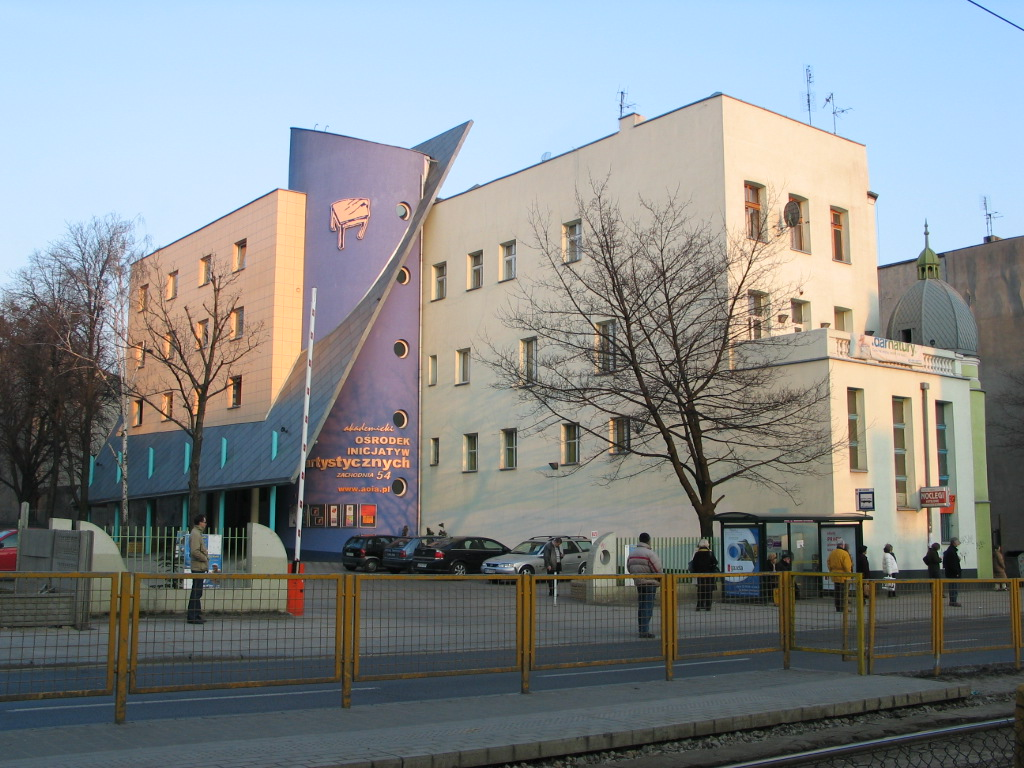
Obecny stan budynku (zdjęcie z 2006)

Synagoga chasydów z Aleksandrowa w Łodzi – dom modlitwy znajdujący się w Łodzi przy ulicy Zachodniej 54.
Synagoga została założona na przełomie XIX i XX wieku z inicjatywy chasydów z Aleksandrowa, zwolenników cadyków z rodu Danzigerów. Był to największy i główny dom modlitwy tej grupy chasydzkiej w Łodzi. Podczas II wojny światowej hitlerowcy zdewastowali synagogę. Obecnie jej wnętrze mieści Akademicki Ośrodek Inicjatyw Artystycznych.
24 czerwca 2008 roku w budynku odbył się koncert zespołu z synagogi chasydów z Aleksandrowa w Bnei Brak w Izraelu. Okazją tego było otwarcie pierwszej od II wojny światowej łódzkiej mykwy przy ulicy Pomorskiej 18.